# 伍德維爾 (得克薩斯州)
伍德維爾（Woodville）是位於美國得克薩斯州泰勒的一個城市。據2010年人口普查，伍德維爾有人口2,586人。伍德維爾是泰勒郡的郡治。伍德維爾這個名字來自於1847年至1849年之間的得克薩斯州州長喬治·泰勒·伍德。